# SN 2009ik
SN 2009ik – supernowa typu Ia odkryta 22 sierpnia 2009 roku w galaktyce NGC 4653. W momencie odkrycia miała maksymalną jasność 15,30m.